# Colijn de Coter
Colijn de Coter (1440-1445 circa – 1522-1532 circa) è stato un pittore olandese, che ha prodotto soprattutto pale d'altare.

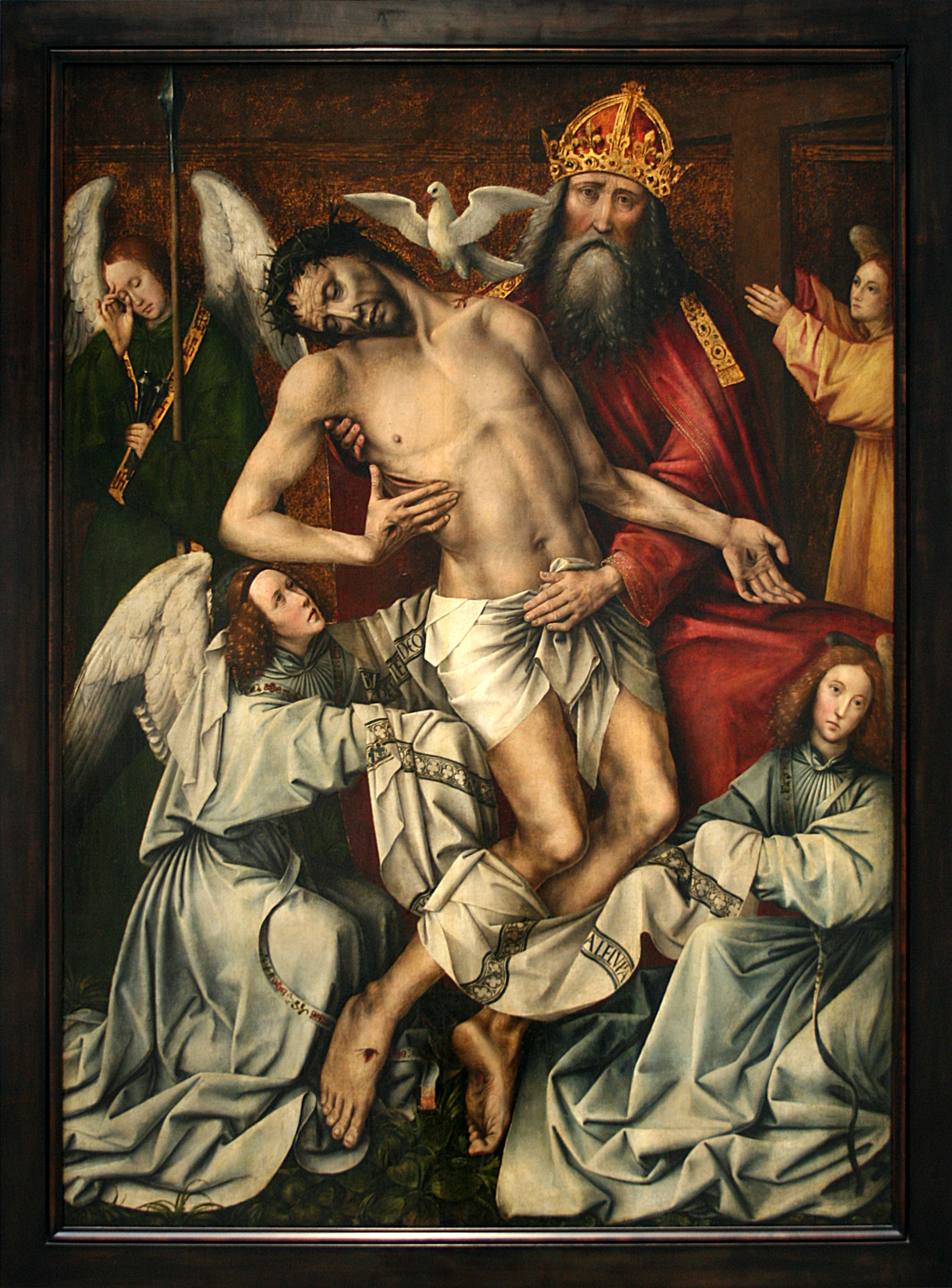
La Santissima Trinità, con Dio Padre che sostiene Cristo (Louvre).

Ha lavorato principalmente a Bruxelles e Anversa nell'attuale Belgio (al'epoca Ducato di Brabante). Il suo nome è stato a volte indicato come Colijn van Brusele (Colijn di Bruxelles), elemento che indica almeno un suo passaggio da Bruxelles. Ha firmato anche numerosi dipinti con "Coliin de Coter me Pingit in Brabancia Bruselle" (Colijn de Coter mi ha dipinto a Bruxelles nella regione del Brabante).
De Coter nacque intorno al 1440-1445. Ciò si può dedurre da un documento del 1479 conservato negli archivi di Bruxelles, che lo nomina come marito, pittore e inquilino di una casa, in altre parole, deve aver già raggiunto l'età adulta in quell'anno. Un altro documento, risalente al 1483, si riferisce a lui come Colijn van Brusele (Colijn di Bruxelles). Questo documento riporta che il pittore, per la Gilda di San Luca ad Anversa, aveva decorato una volta nella cappella di quella gilda nella Cattedrale di Nostra Signora di Anversa. Negli archivi della Confraternita di San Eloy di Bruxelles sono elencati tre pagamenti a Colijn de Coter nel 1509-1511 per dipingere un tabernacolo della chiesa. Dagli archivi di questa fratellanza possiamo anche dedurre che la morte del pittore sia avvenuta tra 1522 e il 1532 .
Anche se non dimostrato, alcuni storici dell'arte ritengono che Colijn de Coter abbia diretto un laboratorio autorevole con un discreto numero di alunni. Questa conclusione si basa sulla diversità di stile e la qualità del lavoro a lui attribuito. Il pittore Cornelis Leiden Engebrechtsz potrebbe essere stato uno dei suoi allievi .

## Opere
Alcuni dipinti attribuiti a Colijn de Coter sono:
San Luca dipinge la Santa Vergine (1493) presso la Chiesa di San Luigi in Vieure (Francia). Il dipinto mostra pittore e modello, mentre un falegname è occupato a costruire la cornice. Colijn de Coter è visto al lavoro nel suo laboratorio.
Santa Veronica (c. 1510), ora al Wallraf - Richartz -Museum di Colonia, probabilmente il pannello a destra di un trittico.
Il lamento di Cristo (c. 1510-1515), ora al Museo Bonnefanten a Maastricht.
La famiglia del re D. Manuele I del Portogallo alla Fons Vitae (1518), nella Casa della Misericordia, a Porto.
San Michele Arcangelo e S. Agnese, ora al Museo di Bob Jones e Gallery di Greenville (South Carolina, USA)
La Santa Vergine con i quattro apostoli e San Michele (c. 1500-1510), ora ai Musei Reali di Belle Arti del Belgio a Bruxelles, due frammenti di una pala d'altare del Giudizio, forse commissionata per l'altare maggiore della Chiesa di S. Pantaleone a Colonia.
Il Trittico Johanna Van de Maerke o Discesa dalla Croce (1522), ora al Museo Reale delle Belle Arti del Belgio.
Discesa dalla Croce (XV sec .), ora al Museo Regionale di Messina.